# 혈청 반응 인자
혈청 반응 인자(Serum Response Factor, SRF)는 전사인자 단백질이다.

## 기능
혈청 반응 인자는 전사인자의 MADS(MCM1, Agamous, Deficiens, SRF) 박스 수퍼 패밀리의 구성원이다. 이 단백질은 표적 유전자의 촉진유전자 영역에서 혈청 반응 요소(SRE)에 결합한다. 이 단백질은 많은 초기 유전자, 예를 들어 c-fos의 활성을 조절하여 세포 주기 조절, 세포 자살, 세포 성장 및 세포 분화에 참여한다. 이 유전자는 많은 경로의 다운 스트림 대상이다. 예를 들어 삼원 복소 인자(TCF)를 통해 작용하는 미토겐 활성화 단백질 인산화효소 경로(MAPK)이다.
SRF는 중배엽 형성과 관련이 있기 때문에 배아 발달 과정에서 중요하다. 완전히 발달된 포유류에서 SRF는 골격근의 성장에 중요하다. 스테로이드 호르몬 수용체와 같은 다른 단백질과의 SRF 상호작용은 스테로이드에 의한 근육 성장 조절에 기여할 수 있다. SRF와 심근이나 Elk-1과 같은 다른 단백질과의 상호작용은 혈관 민무늬근의 성장에 중요한 유전자의 표현을 강화하거나 억제할 수 있다.

## 임상적 의의
SRF가 피부에 부족하면 건선 및 기타 피부 질환이 생길 수 있다.

## 같이 보기
- 액틴